# Erik Krvavá sekyra
Erik Krvavá Sekyra (norsky: Eirik Blodøks; † 954) byl norský král zhruba v letech 930–34, vládce Orknejí zhruba v letech 937–54, a možná král Jórvíku (Yorku) v letech 948–49 a 952–54). Erik, který vládl Jorviku, ale nutně nemusel být Erik Krvavá sekyra.
Jeho přídomek ságy obvykle vysvětlují jako odkaz na to, že Erik zabíjel své nevlastní bratry v boji o moc nad celým Norskem. Fagrskinna ale tento přídomek připisuje Erikově násilnické pověsti coby vikingského nájezdníka.

## Život
Erik byl oblíbeným synem svého otce Haralda I. Když Harald zestárl, předal nejvyšší moc Erikovi, který se měl stát jeho nástupcem. Po jeho smrti se Erik ujal vlády nad celou zemí. Byl ve sporu se svými bratry a čtyři z nich zabil, počínaje Bjørnem Farmannem a později Olafem Haraldssonem a Sigrødem Haraldssonem v bitvě u Tønsbergu.
Důsledkem Erikovy tyranské vlády (zřejmě v ságách zveličené) bylo jeho sesazení a útěk ze země, když norští šlechtici prohlásili králem jeho nevlastního bratra Haakona I. Podle islandských ság se pak Erik s rodinou usadil na Orknejích, kde vládl mnoho let. Později možná převzal vládu nad Jorvikem (anglickým Yorkem), kde mohl být společně s Gunhildou pokřtěn. I o Jorvik ale přišel (pokud byl oním Erikem, který zde vládl) a zemřel v bitvě u Stainmoru (954).

## Manželství a potomci
Erikovou manželkou byla Gunnhild Gormsdóttir, zřejmě dcera dánského krále Gorma Starého. Gunnhild a Erik zřejmě měli následující děti: Gamleho, Guthorma, Haralda, Ragnfroda, Ragnhildu, Erlinga, Gudroda a Sigurda Slevu. Gunnhild byla často označována za čarodějku.
Po smrti manžela se Gunnhild se syny uchýlila k dánskému králi Haraldu Modrozubovi, který byl možná jejím bratrem. Jeden ze synů, Gamle, zemřel okolo roku 960 v boji proti Haakonovi I. Norskému. Zbývající synové Haakona porazili v bitvě u Fitjaru v roce 961, ve které zemřel. Haakonovy síly sice vyhrály bitvu, ale jeho smrt zanechala mocenské vakuum, které její synové s dánskou pomocí využili. Erikovi synové se stali vládci Norska. V roce 971 ale jarl Haakon Sigurdsson s pomocí Haralda Modrozuba v připravil vraždu jednoho z nich, Haralda II., a ostatní se svou matkou uprchli na Orkneje.